# Проскурин, Виктор Алексеевич
Ви́ктор Алексе́евич Проску́рин (8 февраля 1952, Атбасар, Акмолинская область — 30 июня 2020, Москва) — советский и российский актёр театра и кино. Заслуженный артист РСФСР (1982).

## Биография
Виктор Проскурин родился 8 февраля 1952 года в Атбасаре (Казахская ССР), где его беременная мать была в командировке с отцом (сопровождавшим железнодорожные вагоны и рефрижераторы). В Актюбинске родители оформили документы на ребёнка и привезли его в Москву, где в бараках московской окраины и прошло детство мальчика.
В школьные годы Проскурин посещал литературный кружок, потом театральную студию в Доме пионеров имени Павлика Андреева на улице Большая Полянка (д. 45), где заметившая его ассистентка режиссёра киностудии имени М. Горького предложила сняться в кино. Таким образом он дебютировал в кино ещё до поступления в театральный вуз — в 1968 году — сыграв роль в фильме режиссёра Юрия Победоносцева «Орлята Чапая». Съёмки фильма проходили в Крыму, поэтому на это время Проскурин был зачислен на учёбу в одну из ялтинских школ. 10-й класс окончил в вечерней школе, так как из средней общеобразовательной ушёл (по его словам — он её перерос), работал станочником в экспериментальном цехе на фетрообувной фабрике, очень хорошо зарабатывал.
Получив среднее образование, сдавал экзамены в Школу-студию МХАТ (не был принят из-за невысокого роста), театральное училище имени Щепкина, ГИТИС (на экзамене отметился скандалом с экзаменатором), дважды поступал в Щукинское училище. При первом поступлении на приёмной комиссии его спросили: «Молодой человек, у вас же нет глаз. Что вы будете делать с таким лицом на сцене?». Со второго раза, также недобрав проходной балл, был принят по дополнительному набору. С его слов, написанное им на вступительных экзаменах сочинение вошло в историю училища как рекордное по числу грамматических и стилистических ошибок (64 и 26).
Студентом снялся в телевизионном сериале «Назначение» совместно с Еленой Кореневой (режиссёр Владимир Семаков); фильм оказался неудачным и слабым. Но, благодаря партнёрше, Проскурин познакомился с её отцом — режиссёром Алексеем Кореневым — и получил приглашение сниматься в фильме «Большая перемена» в роли Генки Ляпишева.
В 1973 году Проскурин окончил театральное училище имени Б. Щукина, художественный руководитель курса Т. К. Коптева, из 26 выпускников серьёзно состоялся в профессии только Проскурин.
Был принят в Театр на Таганке, но там не сработался с коллективом. В том же году получил предложение от Марка Захарова перейти в Московский театр Ленинского комсомола, где сразу сыграл роль Палача в «Тиле Уленшпигеле». Получил известность в московских театральных кругах, сыграв в 1977 году роль Сергея Луконина в спектакле «Парень из нашего города» по пьесе К. Симонова. В 1988 году ушёл из театра со скандалом.
С 1988 года стал играть в театре имени М. Н. Ермоловой. В штате театра числился с 1990 по 1994 год. В августе 2012 года окончательно покинул театр по собственному желанию, так как около 20 лет не выходил на сцену.
Проскурин стал широко известен массовому теле- и кинозрителю после исполнения ролей Гены Ляпишева в телефильме «Большая перемена» и капитана погранвойск КГБ СССР Блинова в кинофильме «Выйти замуж за капитана». Среди запомнившихся широкой аудитории современников киноперсонажей Проскурина — Герман из «Пиковой дамы», Вожеватов из «Жестокого романса» (экранизация «Бесприданницы» А. Н. Островского), Новиков из «Военно-полевого романа», муж в «Однажды 20 лет спустя», а также И. В. Сталин, которого актёр сыграл в фильме по повести Б. Пильняка «Повесть непогашенной луны».
В середине 1990-х годов попал в автомобильную аварию, получил травму ноги, после которой несколько лет ходил с тростью.
Писал стихи, увлекался энтомологией.
В 2011 году в Московском институте телевидения и радиовещания «Останкино» (МИТРО) на театральном факультете открылась мастерская Виктора Проскурина.
Виктор Алексеевич Проскурин скончался 30 июня 2020 года в ГКБ № 15 города Москвы на 69-м году жизни. Причиной смерти стал приступ удушья при хронической обструктивной болезни лёгких; прощание с актёром состоялось 4 июля в Театральном институте имени Б. Щукина. Отпевание и похороны прошли в тот же день. Похоронен на Троекуровском кладбище.

## Личная жизнь
- Первая жена — Ольга Васильевна Гаврилюк, актриса
  - Дочь — Александра Проскурина, актриса
    - Зять — Илья Бледный, актёр
    - внучка — Елизавета (от первого брака дочери)
    - внук — Даниил Бледный, актёр
- Вторая жена — Татьяна Дербенёва (ныне Якобсен), актриса, проживает в Дании (Копенгаген)
- Третья жена — Светлана Проскурина (Колганова), режиссёр
- Четвёртая жена — Ирина Смурова, художник по костюмам[12]
- Пятая жена (развелись в 2020 году, после 12 лет совместной жизни) — Ирина Хонда, художник[13][12]

## Признание и награды

### Государственные
- Заслуженный артист РСФСР (31 августа 1982) — за заслуги в области советского театрального искусства[2].

### Общественные
- Орден Петра Великого I степени за выдающиеся заслуги и личный вклад в развитие отечественной культуры и искусства (2005)
- Золотой орден «Служение искусству» (2008)
- Именная плита «За вклад в общественно-политическую жизнь, в сохранении духовного и культурного наследия России» (решение президиума национальной комиссии по общественным наградам и увековечении имён граждан РФ)
- Орден «За вклад в развитие культуры России» (2010)[14].

## Творчество
Посмотрев Проскурина в спектакле «В списках не значился», Софья Гиацинтова написала: «Есть у Виктора черта, которой мог бы позавидовать даже зрелый мастер. Он буквально живёт в театре. Всё, что его окружает на сцене, для него такая же реальность, как и всё то, что существует за стенами театра. Это удивительный дар».

### Роли в театре

#### «Ленком» (1973—1988)
- 1973 — «Тиль», мюзикл Г. И. Гладкова и Г. И. Горина, по Ш. де Костеру — Палач
- 1973 год — «Автоград XXI», по пьесе Ю. И. Визбора и М. Захарова — Студент
- 1974 — «Трубадур и его друзья», по пьесе Ю. С. Энтина и В. Б. Ливанова, музыка Г. И. Гладкова (реж. В. Б. Ливанов) — Его Величество Глупый король
- 1975 — «В списках не значился», Ю. И. Визбора по повести Б. Л. Васильева — Сальников
- 1977 — «Парень из нашего города», по пьесе К. М. Симонова — Сергей Луконин
- 1977 год — «Гамлет», по пьесе Шекспира / реж. А. А. Тарковский — Могильщик
- 1978 — «Революционный этюд» («Синие кони на красной траве»), по пьесе М. Ф. Шатрова — Корреспондент Долгов
- 1978 год — «Вор», по повести В. Мысливского — Валёк
- 1981 — «Люди и птицы» , по пьесе Б. Штейна и Ю. А. Махаева — Черепанов
- 1982 — «Проводим эксперимент» («Дублёр начинает действовать»), по пьесе В. К. Черных и М. А. Захарова, — Борис Петрович Костин
- 1983 — «Оптимистическая трагедия», по пьесе В. В. Вишневского — Вайнонен, матрос-финн, коммунист
- 1988 — «Диктатура совести», по пьесе Михаила Шатрова — генерал Карбышев

#### Театр имени Ермоловой(1988-1991)
- 1988 — «Прощай, Иуда…», по пьесе И. Иредыньского, реж. Богдан Хуссаковский (ПНР) — Иуда
- 1989 — «Приглашение на казнь», по роману В. Набокова, реж. В. Фокин — Жанпьер
- 1991 — «Бесноватая», пьеса Н. Климонтовича по роману Ф. М. Достоевского «Идиот», реж. В. Фокин — Мышкин

#### Театр Антона Чехова(1994)
- 1994 — «Гамлет» Шекспира (реж. Леонид Трушкин) — Клавдий

#### Камерный драматический театр «Арт Хаус»
- «Эскориал», по пьесе Мишеля де Гельдерода (реж. Вадим Тухватуллин) — Король

#### Моноспектакль
- 2010 «Жизнь — удача в лабиринтах». Продюсер — Ирина Хонда. Московский Дом Музыки/театральный зал.

## Фильмография
— главная роль

| Год       |     | Название                                                     | Роль                                                              |
| --------- | --- | ------------------------------------------------------------ | ----------------------------------------------------------------- |
| 1968      | ф   | Орлята Чапая                                                 | чапаевец Витька                                                   |
| 1970      | ф   | Белорусский вокзал                                           | Петька                                                            |
| 1971      | ф   | Офицеры                                                      | красноармеец в вагоне, эпизод на станции (нет в титрах)           |
| 1972      | ф   | Большая перемена                                             | Геннадий Иванович Ляпишев                                         |
| 1973      | ф   | Назначение                                                   | Петя                                                              |
| 1973      | ф   | Двое в пути                                                  | Юрка                                                              |
| 1975      | ф   | Незабытая песня                                              | Петя «Улыбка»                                                     |
| 1975      | ф   | Последняя жертва                                             | гусар                                                             |
| 1976      | ф   | Весенний призыв                                              | рядовой Сергей Владимирович Конов                                 |
| 1976      | ф   | Будёновка                                                    | дядя Егор Собакин, представитель волостного комитета, дядя Гришки |
| 1976      | ф   | 12 стульев (3-я серия)                                       | Коля Калачов                                                      |
| 1978      | ф   | Поворот                                                      | Кобозев, водитель «Волги»                                         |
| 1978      | ф   | Школьный вальс                                               | начальник СМУ                                                     |
| 1978      | ф   | Шла собака по роялю                                          | авиамеханик Верченко                                              |
| 1978      | ф   | Осенние колокола                                             | придворный                                                        |
| 1978      | ф   | Летняя поездка к морю                                        | немецкий лётчик                                                   |
| 1978      | ф   | Время выбрало нас                                            | Пётр Никандрович Молчанов                                         |
| 1978      | тсп | «Парень из нашего города» по пьесе К. Симонова               | Сергей Луконин                                                    |
| 1979      | ф   | Путешествие в другой город                                   | Герман Николаевич Репин                                           |
| 1979      | ф   | Задача с тремя неизвестными                                  | Геннадий Потапов (роль озвучена другим актёром)                   |
| 1977      | ф   | И это всё о нём                                              | Борис Маслов                                                      |
| 1980      | ф   | День возвращения                                             | Вилли                                                             |
| 1980      | ф   | Однажды двадцать лет спустя                                  | Кирилл Круглов, муж Нади, многодетный отец                        |
| 1980      | ф   | Два долгих гудка в тумане                                    | Вадим Петрович Чекин, директор дворца культуры                    |
| 1980      | ф   | По данным уголовного розыска…                                | Валентин Червяков, механик с автобазы                             |
| 1981      | кор | Родительский день                                            | Николай Алексеевич, отец                                          |
| 1981      | ф   | Рождённые бурей                                              | Пшигодский                                                        |
| 1981      | ф   | Вакансия                                                     | Онисим Панфилыч Белогубов                                         |
| 1981      | кор | Кто остался на трубе?                                        | Имя персонажа не указано                                          |
| 1981      | ф   | Единственный мужчина                                         | Дмитрий Михайлович Тимофеев                                       |
| 1982      | ф   | День рождения                                                | Виталий Тихонович Деревякин                                       |
| 1982      | ф   | Пиковая дама                                                 | Германн                                                           |
| 1982      | ф   | Дом, который построил Свифт                                  | Джек Смит, полисмен                                               |
| 1983      | ф   | Военно-полевой роман                                         | Новиков, заместитель председателя исполкома                       |
| 1983      | ф   | Обещаю быть!                                                 | физрук Альберт Жмуркин                                            |
| 1983      | ф   | Приключения Шерлока Холмса и доктора Ватсона: Сокровища Агры | Тадеуш Шолто / Бартоломью Шолто, братья-близнецы                  |
| 1983      | ф   | Взятка. Из блокнота журналиста В. Цветкова                   | Куров, следователь                                                |
| 1983      | кор | Рядовой Прохоров                                             | Имя персонажа не указано                                          |
| 1984      | ф   | Лев Толстой                                                  | Андрей, сын Льва Толстого                                         |
| 1984      | ф   | Под чужим именем / Voora nime all                            | офицер контрразведки                                              |
| 1984      | с   | ТАСС уполномочен заявить…                                    | сотрудник КГБ (эпизод у бензоколонки)                             |
| 1984      | ф   | Жестокий романс                                              | Василий Данилович Вожеватов, купец                                |
| 1984      | ф   | На миг оглянуться                                            | Борис Житков                                                      |
| 1985      | ф   | Выйти замуж за капитана                                      | Александр Петрович Блинов, капитан пограничных войск              |
| 1985      | ф   | Когда становятся взрослыми                                   | Володя Кузнецов                                                   |
| 1986      | ф   | Дикий ветер                                                  | Николай                                                           |
| 1986      | ф   | Детская площадка                                             | Карпов                                                            |
| 1988      | ф   | Без мундира                                                  | журналист Пётр Леонидович Шухов                                   |
| 1988      | ф   | Бич Божий                                                    | Леонид Ляшенко                                                    |
| 1988      | тсп | Диктатура совести                                            | генерал Карбышев                                                  |
| 1989      | с   | Жизнь Клима Самгина                                          | Антон Никифорович Тагильский, следователь                         |
| 1990      | ф   | Случайный вальс                                              | Виктор Степанович                                                 |
| 1990      | ф   | Гол в Спасские ворота                                        | Николай Николаевич Романов, председатель Спорткомитета            |
| 1990      | ф   | Последняя осень                                              | Игорь Дмитриевич Корнеев                                          |
| 1991      | ф   | Афганский излом                                              | Симаков, завклубом                                                |
| 1991      | ф   | Шкура                                                        | Гриша Храпунков / горилла по кличке Ричард                        |
| 1991      | ф   | Семь дней после убийства                                     | Шурик, сосед по даче                                              |
| 1991      | ф   | Чокнутые                                                     | Иван Иванович Иванов, специалист по переворотам                   |
| 1991      | ф   | Повесть непогашенной луны                                    | Сталин (в титрах: «Первый»)                                       |
| 1992      | ф   | Отражение в зеркале                                          | Виктор                                                            |
| 1992      | ф   | Очень верная жена                                            | Влас Искрин, журналист-международник                              |
| 1992      | ф   | Время вашей жизни                                            | Блик                                                              |
| 1993      | ф   | И увидел во сне                                              | Он                                                                |
| 1993      | ф   | Польская кухня / Kuchnia polska                              | генерал Воробьёв                                                  |
| 1993      | ф   | У попа была собака                                           | следователь Олег Иванович Шевцов                                  |
| 1993      | ф   | Эскадрон / Szwadron                                          | врач                                                              |
| 1995      | ф   | Дорога на край жизни                                         | Имя персонажа не указано                                          |
| 1996      | ф   | Карьера Артуро Уи. Новая версия                              | Эмануэле Гири, гангстер                                           |
| 1998      | ф   | Убить лицедея                                                | Гриша Попов, театральный актёр                                    |
| 1999      | ф   | Очаровательные негодники                                     | Имя персонажа не указано                                          |
| 2000—2001 | с   | Дальнобойщики (2-я серия «Химия и жизнь»)                    | Николай Скворцов                                                  |
| 2000      | ф   | Два товарища                                                 | Сергей Важенин, отец Валеры                                       |
| 2000      | с   | Любовь.ru                                                    | Атаманчик                                                         |
| 2001      | с   | Игры в подкидного                                            | Земляника                                                         |
| 2001      | с   | Кобра                                                        | Сергей Страхов                                                    |
| 2003      | с   | Чистые ключи                                                 | Николай Потапович, фельдшер                                       |
| 2003      | с   | Приключения мага                                             | Угаров и его двойник                                              |
| 2003      | с   | Замыслил я побег                                             | отец Олега                                                        |
| 2003      | с   | Желанная                                                     | Евгений Кондратьевич Сердюк, следователь                          |
| 2003      | ф   | День хомячка                                                 | Александр Степанович Казарезов                                    |
| 2004      | с   | Против течения                                               | Семён                                                             |
| 2004      | с   | Усадьба                                                      | писатель                                                          |
| 2004      | ф   | Место под солнцем                                            | Бориска                                                           |
| 2005      | ф   | Человек войны                                                | Сёмин, майор госбезопасности                                      |
| 2005      | с   | Персона нон грата                                            | бандит по кличке «Монгол»                                         |
| 2005      | с   | Сыщики («Ледяное пламя»)                                     | Роман Вишняков, начальник страховой компании                      |
| 2005      | ф   | Ой, мороз, мороз!                                            | начальник колонии                                                 |
| 2005      | ф   | Короткое дыхание                                             | отец                                                              |
| 2006      | ф   | Кинофестиваль, или Портвейн Эйзенштейна                      | генерал, начальник 2-го Главного управления КГБ / его дед         |
| 2006      | с   | Вызов (фильм «И раб, и царь»)                                | Григорий Аркадьевич Перескоков, местный бизнесмен «в законе»      |
| 2007      | ф   | Если ты меня слышишь                                         | бомж                                                              |
| 2007      | ф   | Ты меня слышишь?                                             | бомж                                                              |
| 2007—2011 | с   | Час Волкова                                                  | Грач, уфолог                                                      |
| 2007      | с   | Куратор                                                      | Имя персонажа не указано                                          |
| 2008      | с   | Срочно в номер 2                                             | врач Игорь Сергеевич Волоков                                      |
| 2008      | с   | Автобус                                                      | Валерий Петрович                                                  |
| 2009      | ф   | И была война                                                 | капитан Афанасьев (озвучание: Александр Андриенко)                |
| 2010      | с   | Черчилль (фильм «Смертельная роль»)                          | Дмитрий Степанович Могдановский, актёр                            |
| 2010      | ф   | Грозное время                                                | новгородский боярин                                               |
| 2011      | с   | Фарфоровая свадьба                                           | Михаил Николаевич Утешин, отец Нины                               |
| 2012      | ф   | Лесник 3                                                     | Фомич                                                             |
| 2012      | с   | Топтуны                                                      | Бессмертный, вор в законе                                         |
| 2013      | ф   | Гагарин. Первый в космосе                                    | Алексей Иванович Гагарин, отец Юрия                               |
| 2013      | с   | Бессонница                                                   | Олег, адвокат Ивлевой                                             |
| 2013      | с   | Истребители                                                  | дед Трофим                                                        |
| 2014      | ф   | Скорый «Москва — Россия»                                     | военный лётчик                                                    |
| 2014      | ф   | Царевна Лягушкина                                            | Илья Ильич Лягушкин, отец Насти                                   |
| 2015      | ф   | А зори здесь тихие...                                        | Макарыч, почтальон                                                |
| 2015      | ф   | Вакантна жизнь шеф-повара                                    | комик                                                             |
| 2015      | ф   | Власик. Тень Сталина                                         | старик Николай Угодник                                            |
| 2016      | с   | Ищейка                                                       | Михаил Сергеевич Соколов, полковник спецназа в отставке           |
| 2016      | ф   | Наше счастливое завтра                                       | дядя Коля                                                         |
| 2017      | ф   | Легенда о Коловрате                                          | священник                                                         |
| 2017      | ф   | Грааль                                                       | хранитель собора                                                  |
| 2018      | с   | Хор                                                          | Саранчук                                                          |
| 2019      | с   | Фантом                                                       | Олег Кульчицкий                                                   |
| 2020      | с   | Волк                                                         | Николай Ефремович Долгов                                          |
| 2020      | с   | Чёрное море                                                  | Борис Викторович Панин, профессор                                 |

### Озвучивание

#### Фильмы
- 1978 — Сибириада — Родион Климентов (роль Михаила Кононова)
- 1986 — Тройной прыжок «Пантеры» — капитан Арас Кадыров (роль Абдрашита Абдрахманова)
- 1992 — Чтобы выжить — Джафар (роль Александра Розенбаума)

#### Мультфильмы
- 1980 — Вредный совет 1 — Чижик-пыжик
- 1986 — Вредный совет 2 — Чижик-пыжик
- 1988 — Уважаемый леший — Леший
- 1988 — Босой учёный — рассказчик в начале
- 1989 — Записки Пирата — пёс Пират
- 1995 — Считалка для троих — уголёк

## Документалистика
- Документальный фильм. Студия документального кинопоказа ГТРК «Культура». 2007 г (4 июля 2020). Виктор Проскурин. цикл «Острова».  39 мин. Россия-Культура.